# Fliehende Stürme
Fliehende Stürme sind eine deutsche Depro-Punk/Dark-Wave-Band, die Mitte der 1980er Jahre aus der Stuttgarter Punk-Band Chaos Z hervorging. Diese Namensänderung erfolgte, da die Band neue Stücke in einem anderen Stil schrieb, zu Chaos Z aber „mittlerweile eine eindeutige Erwartungshaltung von Labels und Publikum aus bestand. Wir fanden es persönlich manchmal ziemlich enttäuschend, wenn sich Gruppen, deren erstes Album wir geliebt hatten, auf den Folgeplatten in einem völlig neuen Sound präsentierten.“

## Geschichte
Bis 1995 bestand die Band aus dem Brüderpaar Andreas und Thomas Löhr, die beide noch aus Chaos-Z-Tagen dabei waren, und je nach Bedarf einigen Gastmusikern von anderen Punk- und Wave-Bands. Nach dem Tod Thomas Löhrs wenige Tage nach den Aufnahmen zu dem Album Fallen 1995 führte sein Bruder Andreas Fliehende Stürme nunmehr als Soloprojekt fort und veröffentlichte im selben Jahr das Album 45 Jahre ohne Bewährung unter dem alten Namen Chaos Z.
1998 stieg Andreas Münch von Substance of Dream als Live-Schlagzeuger bei Fliehende Stürme ein und war bis Dezember 2008 fester Bestandteil der Band. Er war ebenso für die Live-Umsetzung der Keyboards zuständig. Trotz gemeinsamer Touren und der Split-CD Körper ohne Namen (2006) handelt es sich weiterhin um zwei getrennt operierende Bands. Im Frühjahr 2009 übernahm Jens Halbauer für ihn das Schlagzeug.
Zwischen 2000 und 2010 bekleidete Stefan Kniehl die Position des Bassisten. Im September 2010 wurde bekannt gegeben, dass Kniehl die Band verlässt und seine Position durch Uwe Hubatschek besetzt wird. Ein Jahr später, im November 2011, verstarb Stefan Kniehl.
Nach dem Album Himmel steht still verließ Andreas Löhr Deutschland und lebt seitdem hauptsächlich in Portugal, wo 2005 auch das Album Licht vergeht aufgenommen wurde. Die Alben Körper ohne Namen und Lunaire spielt mit dem Licht wurden von Andreas Münch in seinem de-profundis-Studio aufgenommen und vorgemischt.
Seit 2008 existiert das Eigenlabel Shivering Jemmy, auf welchem bisher die Live-CD Zimmer 12, die CD/LP Die Tiere schweigen (2009) und Warten auf Raketen (2011) erschienen.
Halbauer war ebenfalls bei Verbrannte Erde und Rabia Sorda aktiv und trommelt seit 2017 auch bei Die Art.

## Stil
Fliehende Stürme führte einerseits die Tradition des harten, von Discharge beeinflussten, kompromisslosen Punk-Stils von Chaos Z fort, verwendete andererseits jedoch auch elektronische Elemente wie Drumcomputer (nach dem Ausstieg Michael Ortners) und Synthesizer und galt als Crossover aus deutschem Hardcore Punk (nach damaliger Definition) und klassischem Dark Wave. Der Einfluss von Gruppen wie Joy Division, Killing Joke, Xmal Deutschland, Bauhaus und Abwärts wurde seitens der Gruppe immer wieder erwähnt.

## Diskografie
- 1988: An den Ufern (Album, LP, Storm Records; CD, Skull Records / A.M. Music) Wiederveröffentlichung 1997 mit drei Bonusliedern.
- 1989: Zerstörung (EP, 7″-Vinyl, Storm Records)
- 1991: Priesthill (Album, LP, Storm Records; CD, Skull Records / A.M. Music) Wiederveröffentlichung 2000.
- 1992: Kaleidoskop (Single, 7″-Vinyl, Storm Records)
- 1995: Fallen (Album, CD, Snake Records / A.M. Music; LP, Matatu Records)
- 1999: Hinter Masken (Album, LP, Suppenkazpers Noize Imperium; CD, Sturmhöhe)
- 2001: Himmel steht still (Album, CD/LP, Sturmhöhe)
- 2005: Licht vergeht (CD, Sturmhöhe; LP, Major Label)
- 2006: Körper ohne Namen (Split-EP mit Substance of Dream, CD, Sturmhöhe, 12″-Vinyl, Major Label)
- 2008: Lunaire spielt mit dem Licht (Album, CD, Nix Gut Records; LP, Major Label)
- 2009: Zimmer 12 - LIVE (Konzertalbum, CD, Shivering Jemmy)
- 2009: Die Tiere schweigen (Album, CD, Shivering Jemmy; LP, Major Label)
- 2011: Warten auf Raketen (Album, CD, Alice In… / Dark Dimensions; LP, Major Label)
- 2014: Ziellose Wege (Kompilation, LP, Major Label)
- 2016: Das Chaos Brütet (Kompilation, MC, Last Exit Music)
- 2016: Graue Schatten - Live At Maschinenfest 2k15 (Konzertalbum, MC, Raubbau)
- 2019: Neun Leben (Album, CD, Major Label)
- 2023: Generationen auf Fliehende Stürme / Peppone (Split-Single mit Peppone, 7″-Vinyl, Major Label)

Beiträge auf Kompilationen (Auswahl):
- 1990: Straßen und Quichotte auf Neues Deutschland (CD/LP, Skull Records / A.M. Music)
- 2000: Ziellose Wege und Ausgehöhlt auf Maschinentrauma (CD, Sturmhöhe)
- 2013: Es auf Aggropunk Vol. 3 (CD)
- 2014: Letzte Art auf Abby Compilation (CD)
- 2019: Ungeschützte Räume auf Smiling Shadows - 20 Jahre Major Label (2×7″-Vinyl, Major Label)